# Ischnochiton albus
Ischnochiton albus är en blötdjursart som först beskrevs av Carl von Linné 1767.  Ischnochiton albus ingår i släktet Ischnochiton och familjen Ischnochitonidae. Arten är reproducerande i Sverige. Inga underarter finns listade i Catalogue of Life.